# Georg von Peuerbach

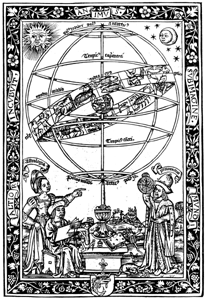
Georg von Peuerbach: Theoricarum novarum planetarum testus, París 1515.

Georg von Peuerbach (Peuerbach, Austria, 30 de mayo de 1423  - Viena, 8 de abril de 1461) fue un astrónomo, matemático y constructor de instrumentos científicos austriaco, inventor entre ellos de la vara de Jacob. Como astrónomo cabe destacar que es uno de los primeros precursores en Europa del heliocentrismo. En la cartografía lunar, uno de los cráteres lleva su nombre.

## Obra
Una de las principales aportaciones científicas realizadas por Peuerbach fue la preparación de unas precisas tablas de senos, llevadas a cabo gracias al uso de la numeración arábiga más abreviada que la empleada con números romanos. 

### Theoricae novae planetarum
Esta obra de Peuerbach destaca como uno de los tratados sobre el sistema ptolemaico más usados durante los siglos XV y XVI. En ella hace una introducción sistemática a la famosa obra de Ptolomeo denominada Almagesto, conocida hasta entonces sólo a través de traducciones árabes. Ello le llevaría a plantear un ambicioso proyecto de traducción de la gran obra de Ptolomeo a partir del original griego, que no pudo llevar a cabo a causa de su pronta muerte.

## Libros
- Theoricae novae planetarum (Núremberg, 1472)

- Datos: Q84289
- Multimedia: Georg von Peuerbach / Q84289